# 阿特湖畔施泰因巴赫
阿特湖畔施泰因巴赫是奥地利上奥地利州弗克拉布鲁克县的一个市镇。总面积62平方公里，总人口845人，人口密度13.6人/平方公里（2005年）。